# Мидланд (Пенсилванија)
Мидланд (енгл. Midland) град је у америчкој савезној држави Пенсилванија.

## Демографија
По попису из 2010. године број становника је 2.635, што је 502 (-16,0%) становника мање него 2000. године.
| Група             | 2000.         | 2010.         |
| Белци             | 2.292 (73,1%) | 1.874 (71,1%) |
| Афроамериканци    | 654 (20,8%)   | 534 (20,3%)   |
| Азијати           | 0 (0,0%)      | 7 (0,3%)      |
| Хиспаноамериканци | 116 (3,7%)    | 114 (4,3%)    |
| Укупно            | 3.137         | 2.635         |